# Рятувальники Малібу
«Рятувальники Малібу́» (англ. Baywatch) — американський телесеріал про рятувальників, що патрулюють пляжі округу Лос-Анджелес в Каліфорнії. Серіал виходив в ефір з 1989 по 1999 роки (і в 1999—2001 роках як Baywatch Hawaii). У Книзі рекордів Гіннеса «Рятівники Малібу» згадуються як телевізійне шоу з найбільшим числом переглядів за весь час — із понад 1,1 млрд.
1999 року було заплановано австралійський варіант, що знімався б у місті Сідней. Ідея полягала в активній взаємодії з місцевою організацією порятунку життя Baywatch Downunder. Зняли експериментальний випуск, проте згодом знімання було зупинене, оскільки місцеві мешканці висунули серйозні заперечення, зокрема через можливу шкоду місцевій екосистемі. У 10-му сезоні місце дії серіалу перенесли на Гаваї, і назва змінилась на Baywatch Hawaii.
У 2017 році вийшов одноіменний повнометражний фільм з Александрою Даддаріо, Пріянкою Чопра, Двейном Джонсоном і Заком Ефроном в головних ролях.

## Сюжет
Сюжет серіалу складається з опису різноманітних дій рятівників. Оскільки вони діють на пляжі й воді, їм доводиться рятувати людей від потопання та інших випадків на воді. Також серіал виражає кредо «ніхто не захищений». У деяких епізодах нещасні випадки стаються із самими рятівниками, але здебільшого їх також рятують інші учасники програми. Також багато уваги приділяється темі штучному диханню, оскільки з його допомогою можна врятувати життя потопальника.
За приклад на типовий сюжет епізоду може стати один із них: корабель починати тонути й зазнає аварії. Людина, що там перебуває від страху забуває як плавати й тому не може вибратися звідти. Дівчина-рятівник помічає це й негайно старається його врятувати. Водночас вирушає машина з іншим рятівником, і виходить на воду катер. Коли дівчина досягає катера, на неї обрушується частина його конструкції й, знепритомнівши, вона тоне. Рятувальник на берегу помічає це й кидається їй на поміч. Негайно він іде під воду, набравши повітря, і піднімає дівчину на поверхню. Попри це, ще під водою, він притискається до її губ і вдуває повітря, затиснувши носа. Піднявши її на поверхню, хлопець починає робити вентиляцію легенів на воді. Зробивши два видихи їй у рот, перевіряє пульс, і не виявивши його, розуміє, що дівчину потрібно доставити на берег, щоби провести реанімацію. Там він одразу ж продовжує свої дії, неперервно вдуваючи їй у рот повітря й роблячи масаж серця, поки вона не приходить до себе. Але дихання все ще дуже слабке, і йому доводиться кілька годин дихати за неї, поки все не прийде до норми.
В іншому сюжеті на морі активізувалась велика буря, внаслідок чого людину могло змити в море з човна, і це помічають рятувальники. Людина намагається виповзти на камінь, проте виходить погано, тому що буря дедалі посилюється. Рятівник дістався до нього й намагається врятувати, але той уже сам заповз на камені, а удар дошкою оглушив його й він пішов на дно. Це було помічено, і його піднімають із дна, проте він уже не дихає. Його терміново доставляють на берег, і рятівник починає робити штучне дихання за методикою «рот-у-рот». Паралельно робиться штучний масаж серця. Серцебиття з'являється, і йому дають спокій, аж коли помічають, що він досі не дихає. Але на той час усі вже пішли, тож їй доводиться дихати близько години, поки в нього не відновилося власне дихання.

## Виноски
1. ↑  «Largest Audience For A TV Series»